# جارسیو
جارسیو (به ایتالیایی: Garessio) یک کومونه در ایتالیا است که در استان کونیو واقع شده‌است.

## خصوصیات
جارسیو ۱۳۱٫۰۱ کیلومترمربع مساحت و ۳٬۴۷۸ نفر جمعیت دارد و ۶۲۱ متر بالاتر از سطح دریا واقع شده‌است.